# Лукшанка
Лукшанка — река в России, протекает в Кировской (Шабалинский район) и Нижегородской областях (Тоншаевский район). Устье реки находится в 231 км по левому берегу реки Пижма. Длина реки составляет 13 км, площадь водосборного бассейна 81,6 км².
Исток реки у деревни Высокая (Высокораменское сельское поселение). Река течёт на юг по ненаселённому заболоченному лесу, перетекает на территорию Нижегородской области, впадает в Пижму в 12 км к северу от посёлка Пижма.

## Данные водного реестра
По данным государственного водного реестра России относится к Камскому бассейновому округу, водохозяйственный участок реки — Вятка от города Котельнич до водомерного поста посёлка городского типа Аркуль, речной подбассейн реки — Вятка. Речной бассейн реки — Кама.
Код объекта в государственном водном реестре — 10010300412111100036481.